# فرقة كرة قدم
فريق أو فرقة كرة قدم هو مجموعة أشخاص يشاركون بلعبة كرة قدم (ويشمل فريقين، كل فريق مكون من 11 لاعب). يمكن تأسيس فريق كرة قدم لمرة واحدة ولكن حتى يلعب ضمن الدوري المحترفين عليه أن يسجل نفسه كنادي كرة قدم. مرات عديدة يتم ربط المصطلح «فريق كرة قدم» بالمعنى «نادي كرة قدم». إضافة لمنتخب دولي معين.

## فريق كرة قدم
فريق كرة القدم مكون من 11 لاعب ولكل لاعب منهم وظيفة خاصة. في الفريق نفسه يشترك لاعبون آخرون عندما يتم استبدال اللاعبون المركزيون بالبدلاء الذين يكونون على دكة الاحتياط لعدة أسباب. تكون المنافسة بين الفرق ضمن الدرجات المختلفة لكل دوري ودوري، كأس، أو مسابقات دولية كالمونديال وكأس القارات.

## نادي كرة قدم

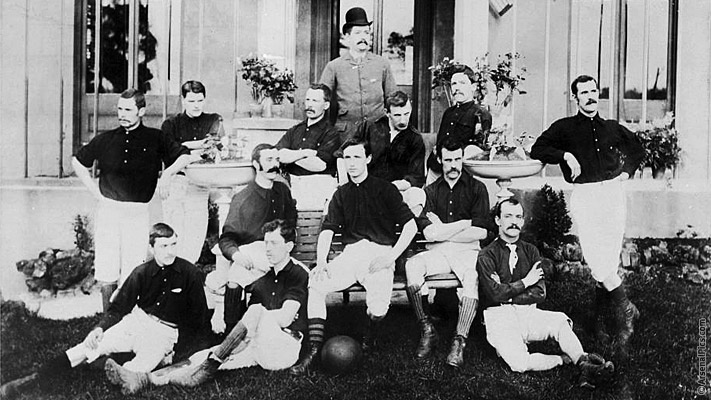
لاعبي فريق الارسنال عام 1888

نادي كرة القدم يعمل أحيانا  كنادي مستقل يهتم بكرة القدم فقط، وفي بعض الأحيان كجزء من النادي الرياضي، والذي يشمل أكثر العديد من أنواع الرياضية الأخرى. يوجد حتى اليوم أكثر من 300000 نادي كرة قدم مسجل بالدرجات الرسمية المختلفة .

## المنتخب الوطني
منتخب كرة قدم هو تنظيم رياضي دولي من خلاله ينضم أفضل لاعبي كرة القدم من دولة معينة ويتنافسون ضمن مسابقات ومباريات دولية مختلفة.  يعد المنتخب رمز الدولة وعنوانها الوطني، هنالك من يعتقد أن التشجيع والتعصب لمنتخب ما عبارة عن انتماء لتعصب قومي بطريقة سلمية. الحدث الأكبر الذي تشترك به كافة المنتخبات هو كأس العالم بكرة القدم.